# Berry (Alabama)
Berry is een plaats (town) in de Amerikaanse staat Alabama, en valt bestuurlijk gezien onder Fayette County.

## Demografie
Bij de volkstelling in 2000 werd het aantal inwoners vastgesteld op 1238.
In 2006 is het aantal inwoners door het United States Census Bureau geschat op 1215, een daling van 23 (-1,9%).

## Geografie
Volgens het United States Census Bureau beslaat de plaats een oppervlakte van
28,9 km², geheel bestaande uit land. Berry ligt op ongeveer 219 m boven zeeniveau.

## Plaatsen in de nabije omgeving
De onderstaande figuur toont de plaatsen in een straal van 32 km rond Berry.